# Kościół św. Michała Archanioła w Czarni k. Lipnik
Kościół św. Michała Archanioła w Czarni – rzymskokatolicki kościół parafialny należący do dekanatu Kadzidło oraz diecezji łomżyńskiej.

## Historia

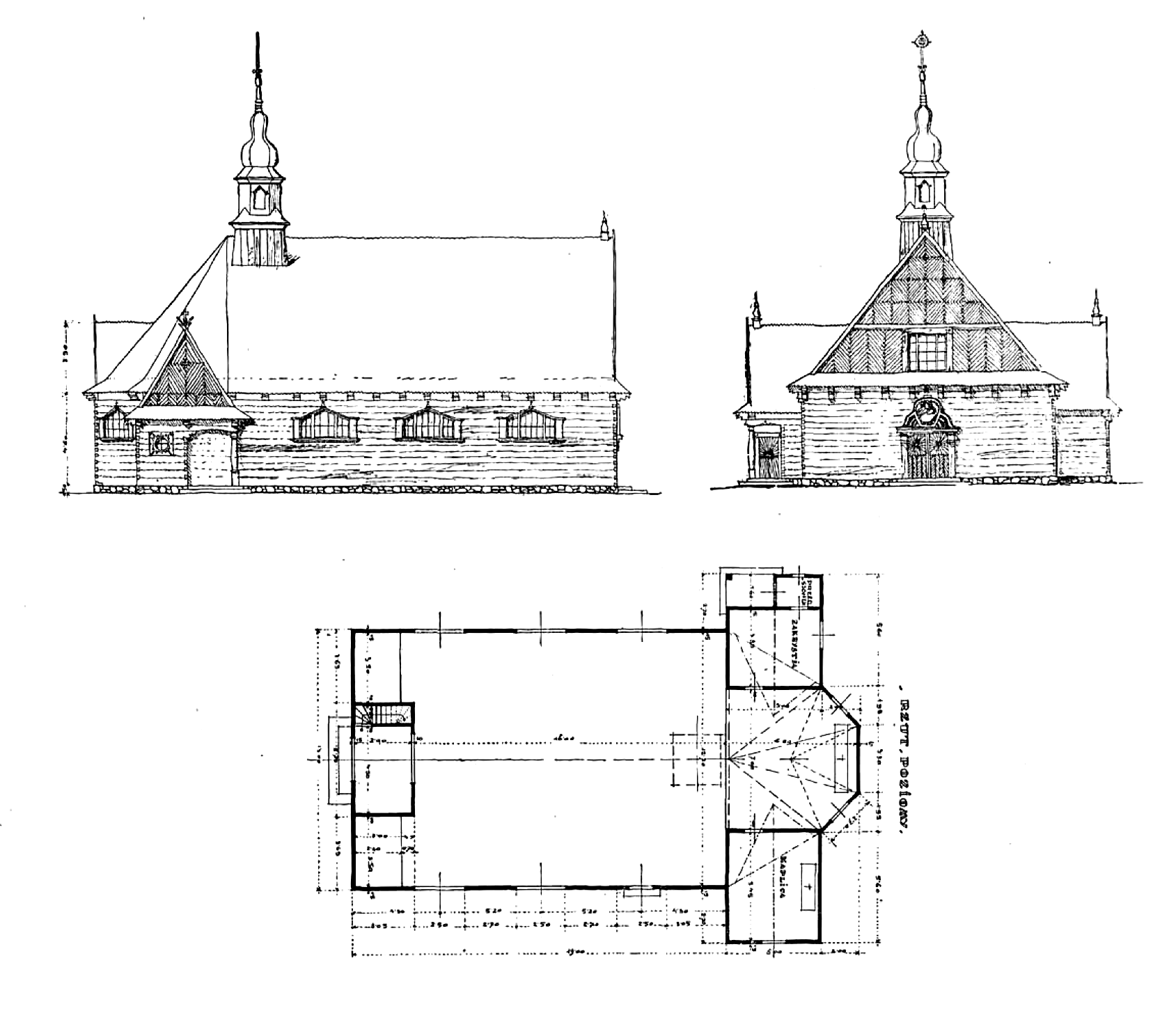
Projekt kościoła w Czarni autorstwa Rudolfa Macury

Na początku 1920 gospodarze z Baby, Czarni, Brzozowej i Plewek uchwalili decyzję o budowie kościoła w Czarni, przekazali na jej potrzeby grunt i powołali komitet budowy. Zobowiązali się do utrzymania kapłana.
Projektantem kościoła był Rudolf Macura. Projekt sporządził w 2 czerwca 1921. Budowę rozpoczęto jeszcze bez zezwolenia władz cywilnych, co zapewne było spowodowane chęcią uprzedzenia mieszkańców Kuziów, którzy w tym czasie też stawiali świątynię. Projekt kościoła w Czarni Ministerstwo Robót Publicznych zatwierdziło w październiku 1921.
Świątynię wystawili mieszkańcy wsi Czarnia i Brzozowa. Jako majstrowie pracowali: Marcel Tumiński z Brzozowej, Józef Bacławski z Czarni i Skopek z Dylewa. W trakcie realizacji inwestycji zmieniono plany. Kościół wystawiono w konstrukcji ramowo-słupowej, nie wieńcowej, jak zaprojektował Macura. Zmieniono prosty szczyt fasady z kwadratowym oknem na dwustopniowy półszczyt z ośmiobocznym otworem. Uproszczono hełm na sygnaturce. Z naw bocznych wydzielono dwa pomieszczenia obok kruchty. Nie zrealizowano dekoracyjnych drzwi i portalu. Zmiany wynikały zapewne z oszczędności i względów praktycznych, ale zmniejszyły walory architektoniczne kościoła.
Nie wyznaczono proboszcza, bowiem po zbudowaniu kościoła chęć jego utrzymania deklarowali już tylko mieszkańcy Czarni i Brzozowej. Pozostałe wsie, które wcześniej deklarowały wsparcie dla projektu w Czarni, albo pozostały w parafii Lipniki (Baba), albo zostały przyłączone do parafii Kuzie (Plewki).
Ks. Stanisław Jakacki, proboszcz z Kuziów zajmujący się kościołem w Czarni w latach 1958–1964, wzmocnił ściany świątyni. Po 1957 kościół oszalowano. Ks. Piotr Łada, rektor w Czarni w latach 1964–1970, ułożył w kościele podłogę i wstawił ławki. Ks. Jerzy Stec (1970–1981) pokrył kościół blachą ocynkowaną, a ks. Marek Truszczyński (1997–1999) przeprowadził generalny remont wieży. Za probostwa ks. Krzysztofa Malinowskiego (1999–2007) wykonano remont dachu i wymieniono instalację elektryczną, a na sklepieniu kościoła położono nową boazerię. Zerwano też niezabytkową płytę pilśniową. Nad głównym wejściem do kościoła powstał daszek. Ks. Sławomir Idźkowski (2013–2018) zadbał o nowe doświetlenie obrazów w ołtarzu głównym i mechanizm automatycznego zasłaniania obrazu Matki Bożej Częstochowskiej.
Świątynia jest wpisana do rejestru zabytków (nr rej. A-621 z 5 grudnia 1997).

## Architektura
Kościół stoi po wschodniej stronie drogi w niewielkiej od niej odległości. Jest drewniany, o konstrukcji szkieletowej, na fundamencie z cegły pokrytej tynkiem cementowym. Jest orientowany. Zbudowano go na planie prostokąta, który podzielono za pomocą słupów na trzy nawy. Na przedłużeniu nawy głównej zlokalizowano prezbiterium o tej samej szerokości co nawa. Zakończono je trójbocznie. Po obu stronach prezbiterium zaplanowano kwadratowe zakrystie. Do kościoła wchodzi się przez dwuskrzydłowe drzwi i prostokątną kruchtę flankowaną dwoma pomieszczeniami pomocniczymi. Nad kruchtą umieszczono chór muzyczny. Kościół pokryty jest dachem dwuspadowym, tylko nad tyłem prezbiterium dach jest wielospadowy, a zakrystie mają dachy dwuspadowe. Wszystkie dachy są oparte o konstrukcję drewnianą i pokryte cynkową blachą. Na dachu na styku nawy głównej i prezbiterium widoczna jest ośmioboczna drewniana sygnaturka zwieńczona szpiczastym hełmem.
Kościół jest oszalowany pionowymi deskami z listwowaniem na stykach. Elewacja frontowa jest jednoosiowa z naczółkowym dachem. W szczycie elewacji zamontowano ośmiokątne okno z witrażem. Elewacje boczne są czteroosiowe. Zamontowano tu prostokątne okna o ściętych od góry narożach. Podobne okna są umieszczone w skośnych ścianach prezbiterium. W zakrystiach okna są prostokątne.
Plan kościoła w Czarni jest podobny do innych świątyń na Kurpiach, ale wyróżnia się konstrukcją słupowo-ryglową. Poza tym na ścianie szczytowej są dwa daszki okapowe, czego nie spotyka się w innych kościołach w regionie.
Wewnętrzne ściany kościoła są oszalowane. Podłogi są drewniane. W nawach bocznych i zakrystiach strop jest drewniany z podsufitką. W nawie głównej widoczne pozorne sklepienie kolebkowe o drewnianej konstrukcji.
Powierzchnia kościoła to 364 m², długość 28 m, szerokość 13 m. Wysokość do sklepienia kolebkowego głównej nawy wynosi 8 m, a wysokość nawy bocznej to ok. 4 m. 
W świątyni są trzy ołtarze. W głównym widzimy obrazy Matki Boskiej Częstochowskiej zasuwany obrazem św. Michała Archanioła, a u góry obraz św. Antoniego. Obrazy do ołtarza głównego zamówił ks. Stanisław Jakacki. W latach 1959–1961 przedstawienia namalował Gyarfas Jeno Lörinczy (1903–1986) z Łomży, z pochodzenia Węgier. Lewy ołtarz boczny zawiera obraz Serca Pana Jezusa, a prawy – obraz Niepokalanego Poczęcia NMP. Nawę oddziela od prezbiterium belka tęczowa ze współczesnym krucyfiksem.
Ks. Stanisław Jakacki zbudował ołtarz przedsoborowy z nastawą. Przygotowanie drewnianej chrzcielnicy zlecił stolarzowi Stanisławowi Siwikowi z Kuziów. Została wykonana w 1965.

## Galeria

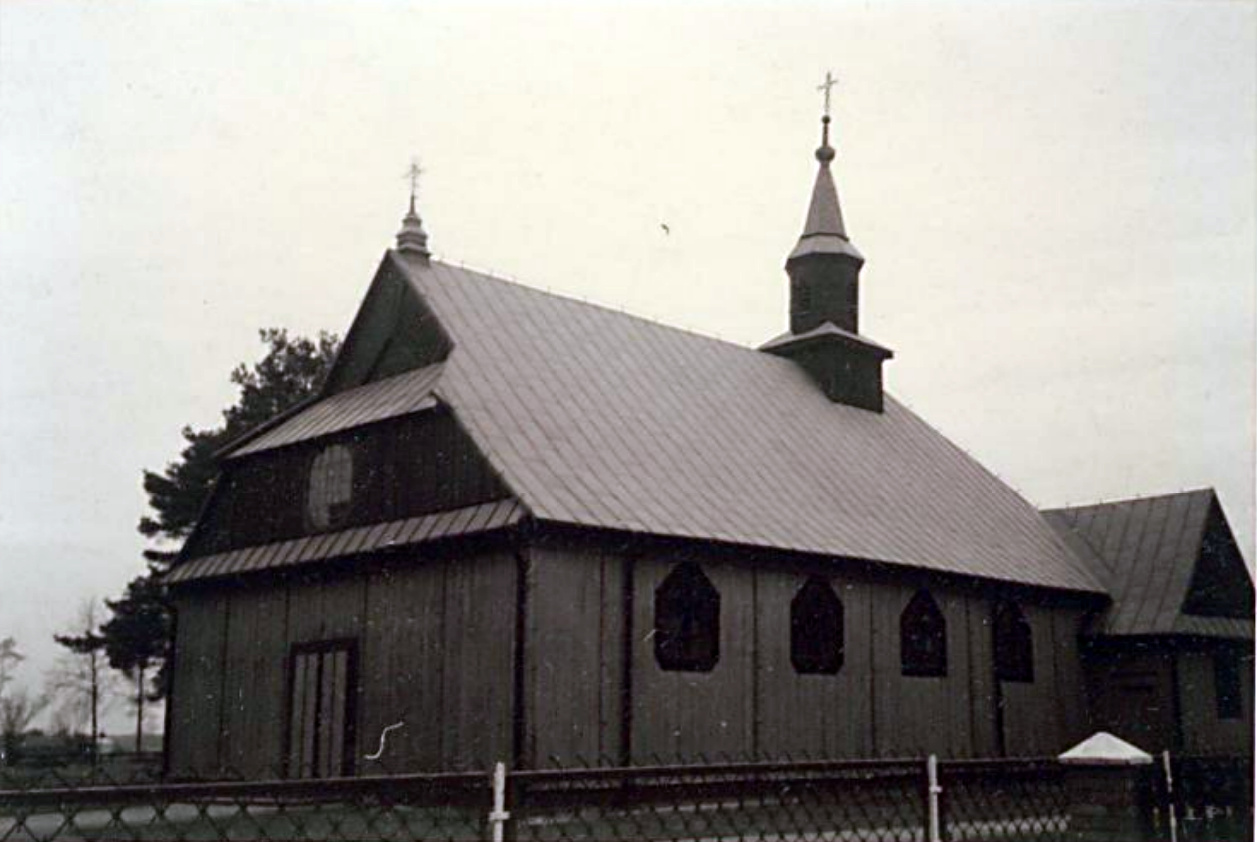
Widok na kościół od frontu
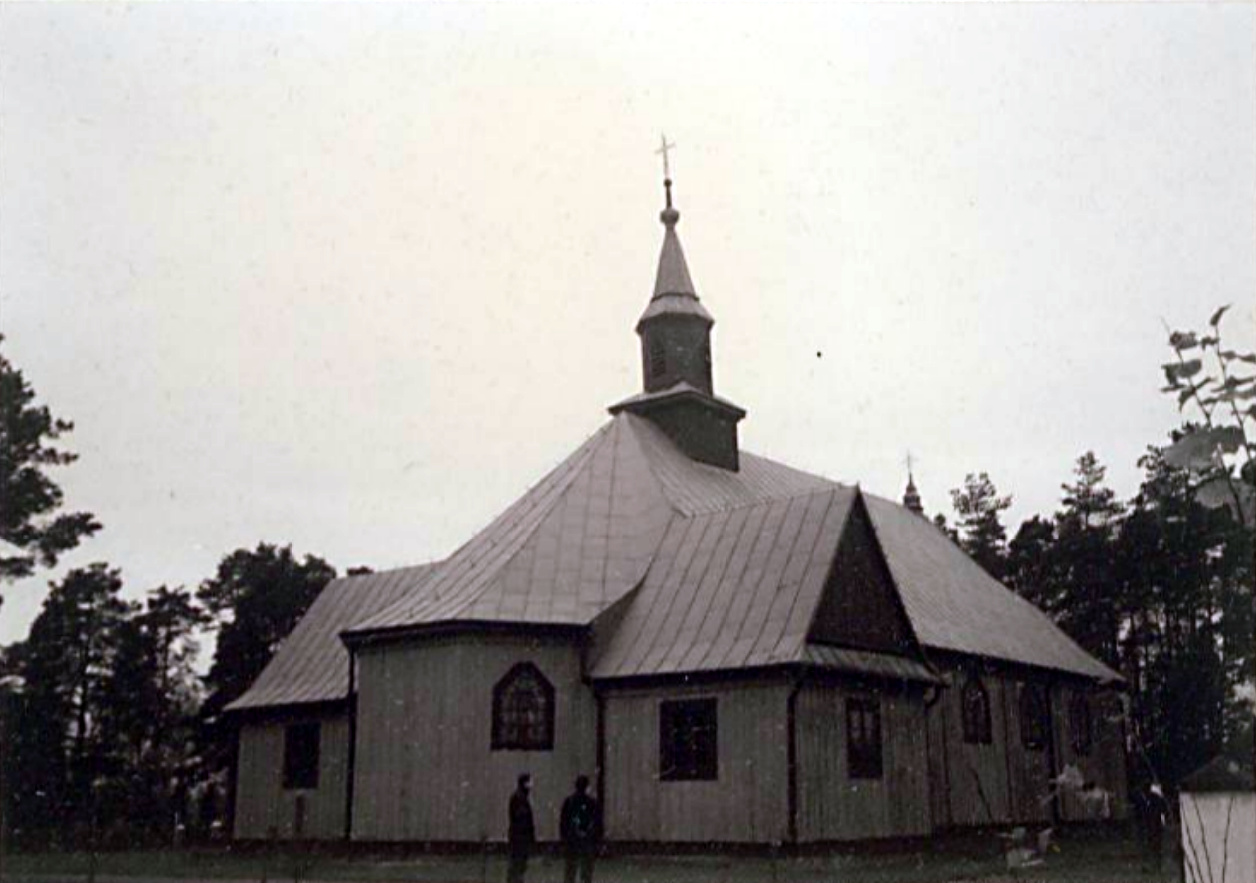
Widok na kościół od strony prezbiterium
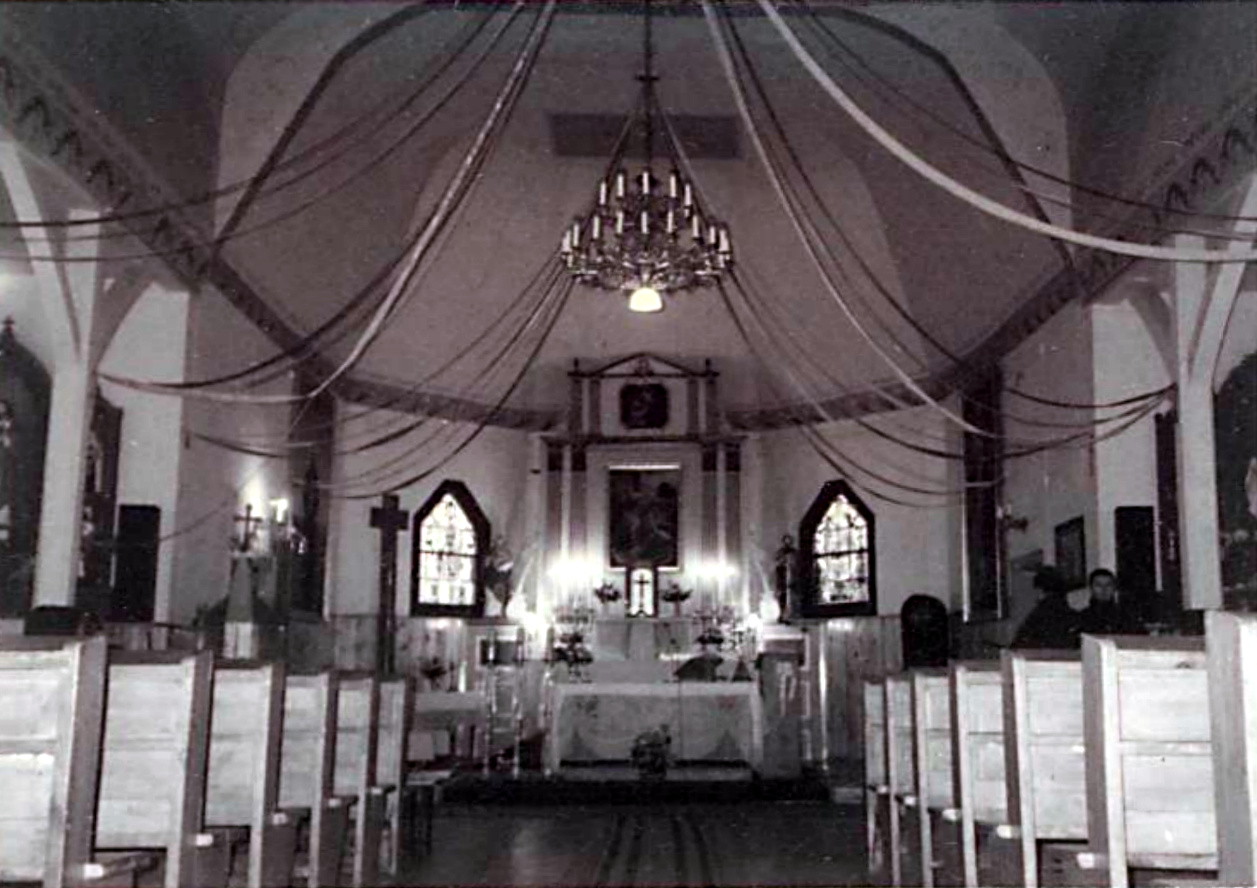
Widok na prezbiterium
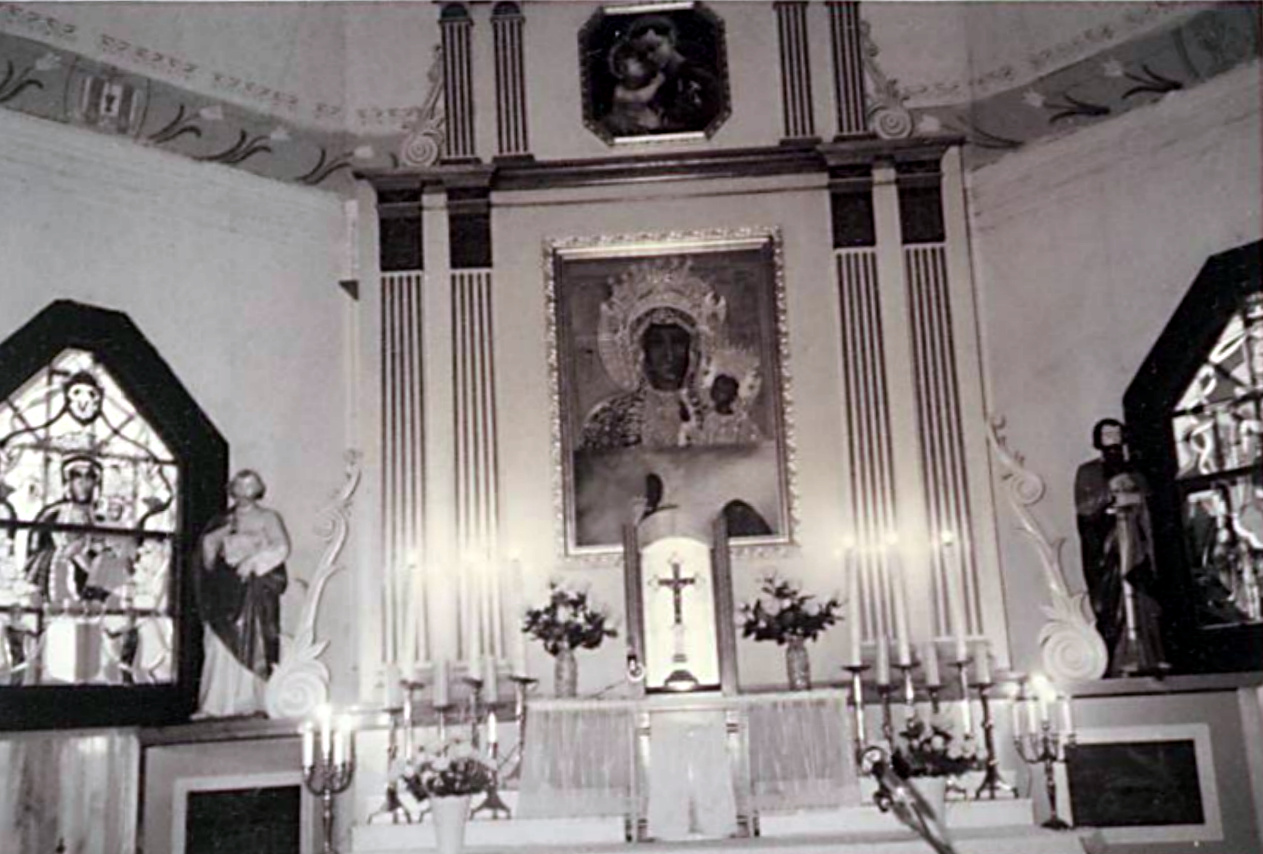
Ołtarz główny
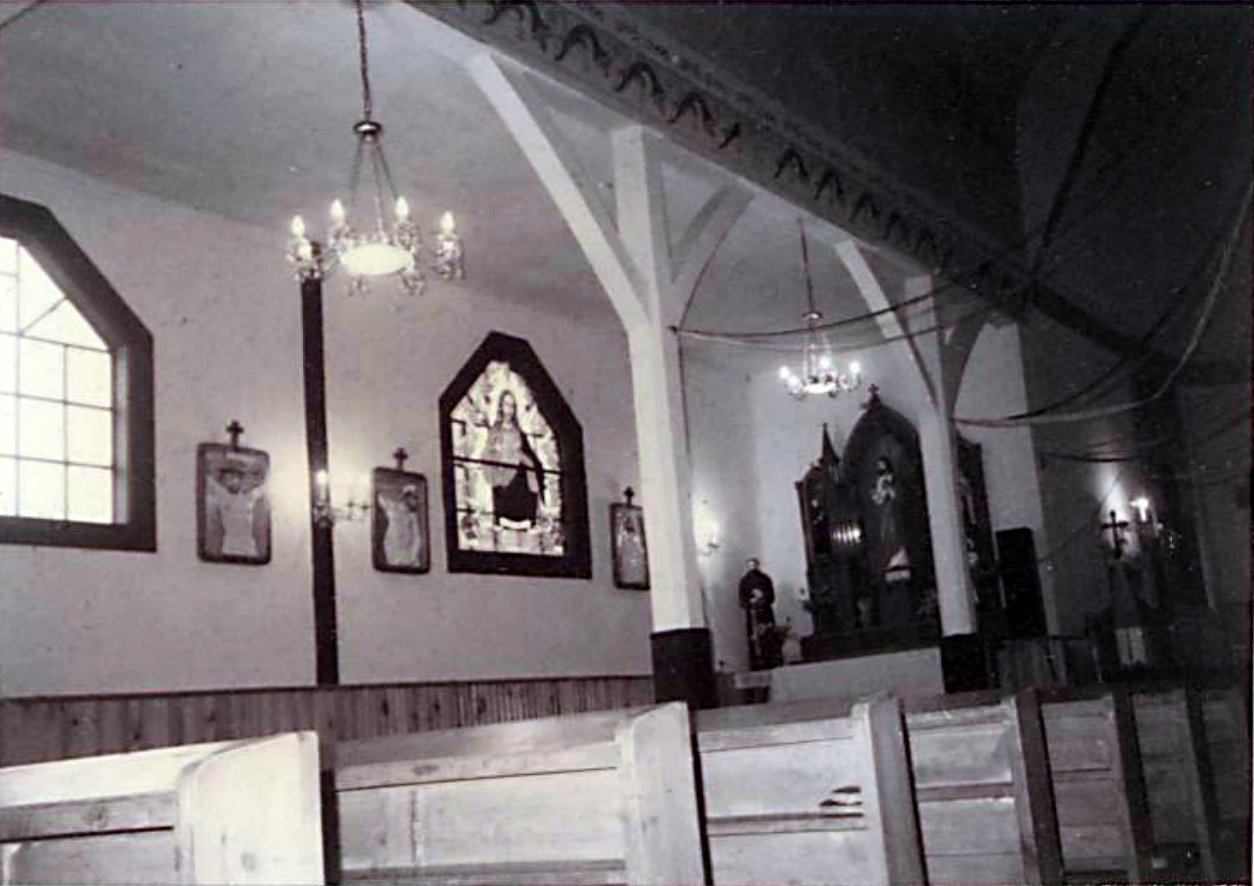
Nawa boczna
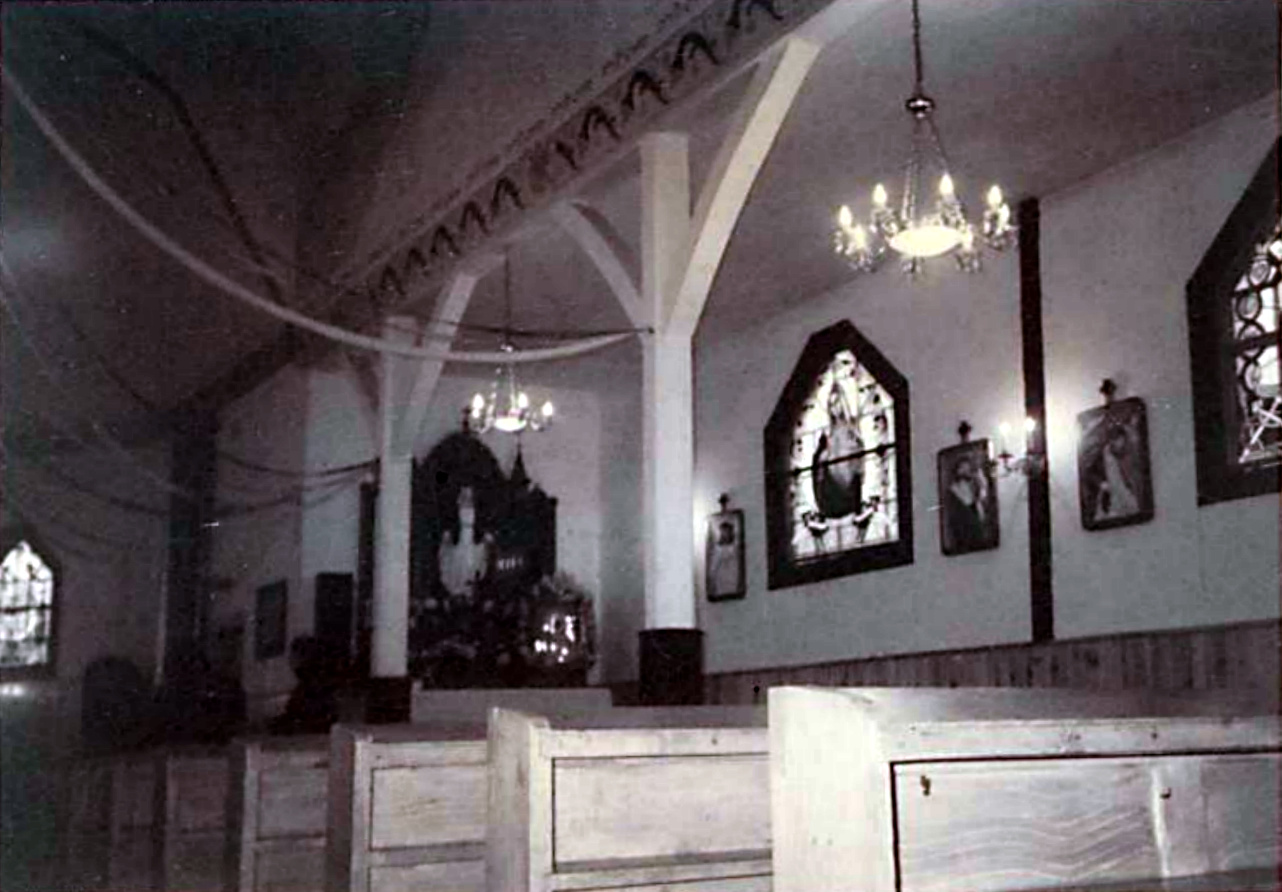
Nawa boczna
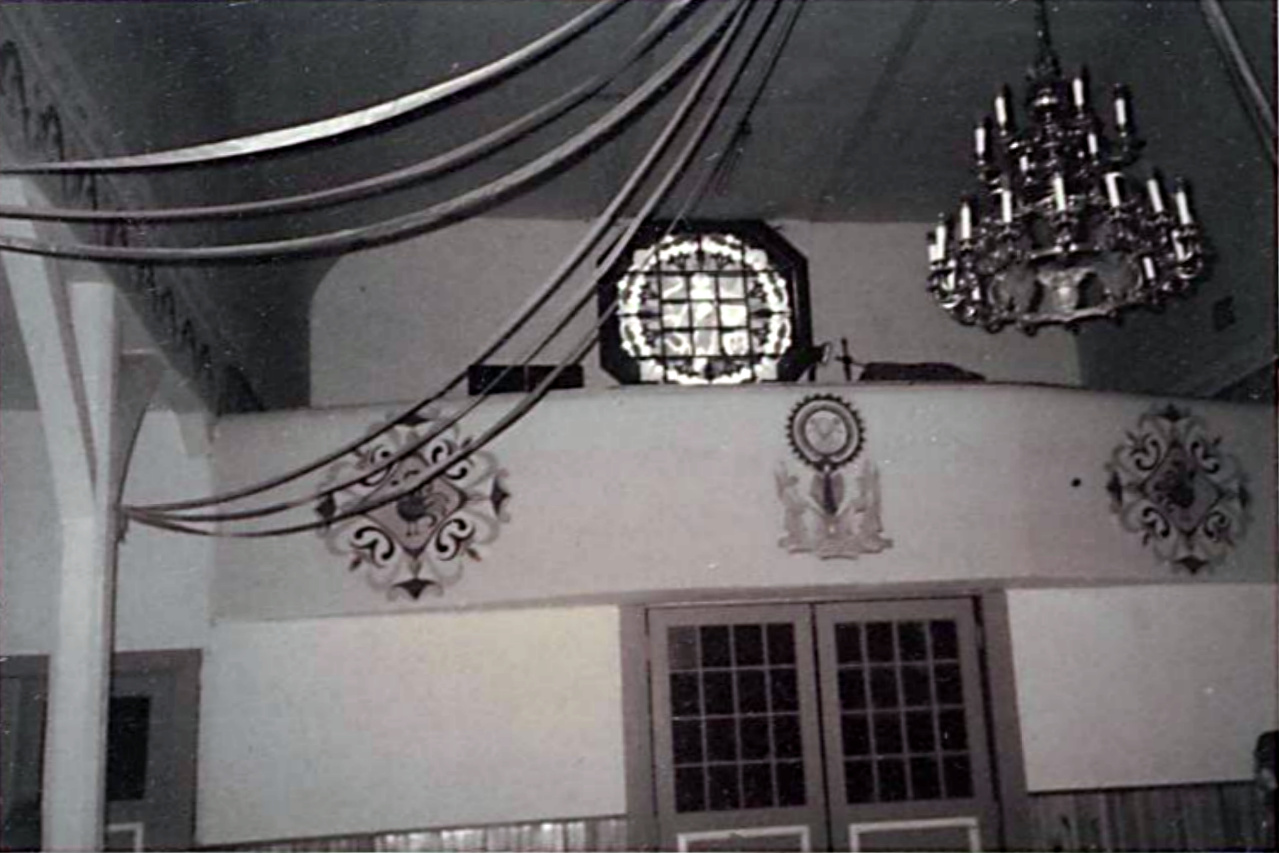
Chór muzyczny